# 7,65×21 mm Parabellum
A 7,65×21 mm Parabellum, más jelzéssel .30 Luger, vagy 7,65 mm Luger a német Deutsche Waffen und Munitions Fabriken (DWM) fegyvergyár 1898-ban a Parabellum pisztolyaihoz bevezetett pisztolylőszere. Az elsődleges tervezői Georg Luger és Hugo Borchardt fegyvertervezők voltak akik a korábbi 7,65×25 mm Borchardt lőszerből fejlesztették ki, amíg a DWM-nél dolgoztak.

## Kivitel
Georg Luger a 7,65 mm-es lőszert a korábbi 7,65 mm-es lőszerből fejlesztette ki. Mint említve volt, ezt a DWM Parabellum ('Luger') pisztolyában használták. A 7,65 mm Parabellum lőszer rövidebb töltényhüvelyt használt mint a 7,65×25 mm Borchardt, a 7,63×25 mm Mauser és a 7,62×25 mm Tokarev lőszerek, amelyek megközelítőleg azonos hosszúak voltak.

## Felhasználás

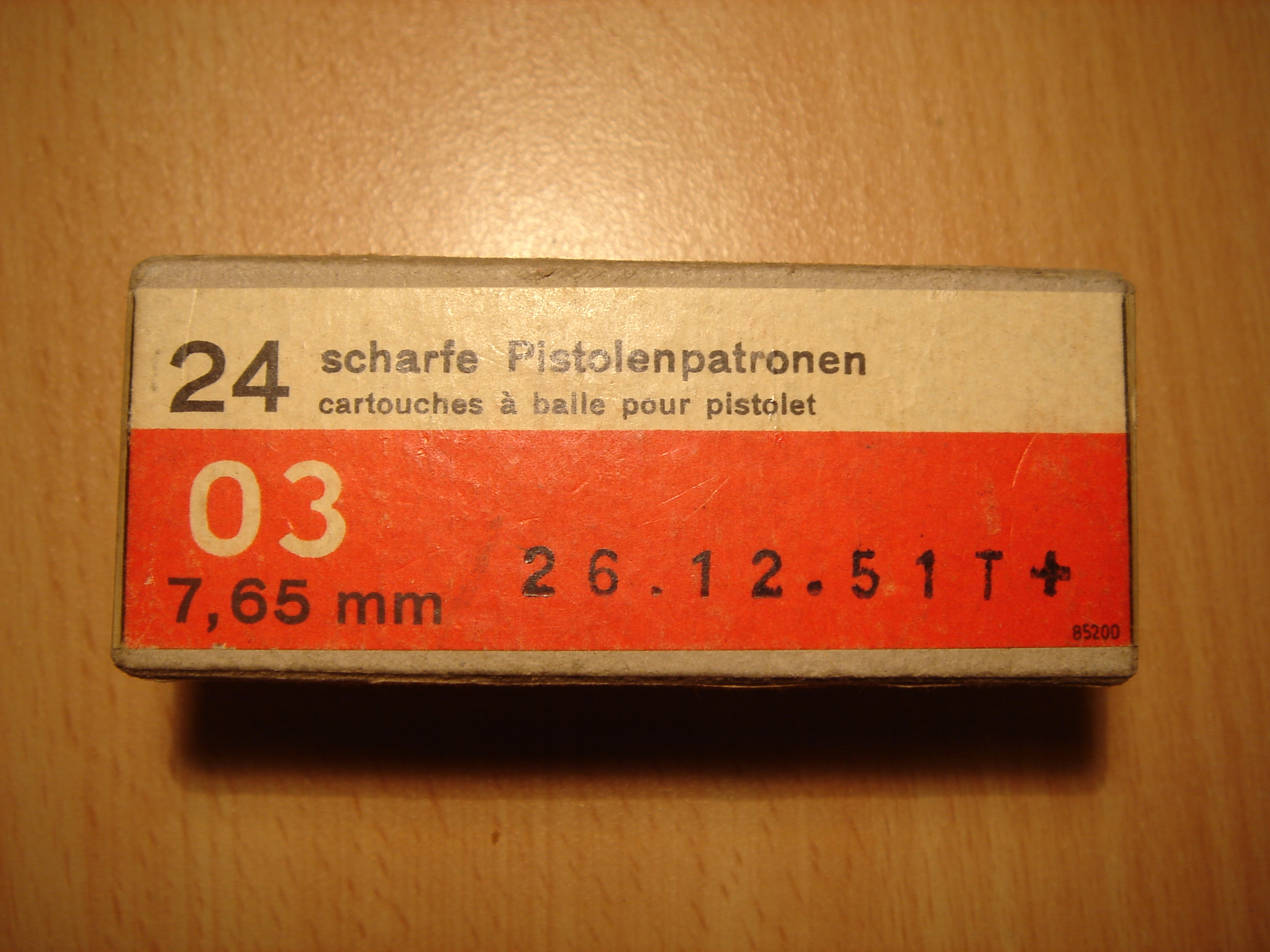
A Svájci Hadsereg utolsó adag 7,65 mm Parabelluma

A 7,65 mm Parabellumot a Német Hadseregben a 9×19 mm Parabellum lőszerre cserélték le. Ez maga után vonta a 7,65 mm Luger lőszer hüvelynyakának egyszerű kitágítását, hogy beleférjen a 9 mm-es lövedék. A két hüvely majdnem azonos hüvelyszélessége, peremszélessége és szerelt hossza miatt a legtöbb 7,65 mm Parabellum pisztoly átalakítható volt 9 mm Parabellummá egyetlen csőcserével, és vissza is.
A Luger pisztoly 1900-as bevezetésével a 7,65 mm Luger lett a Svájci Hadseregben az alap pisztolylőszer az 1940-es évek végéig. A Svájci Hadsereg későbbi oldalfegyvere a SIG P210 is készült ilyen kaliberben, de csak civil használatra; a svájci katonai példányok 9×19 mm Parabellum űrméretben készültek.
A 7,65 mm-es Luger pisztolyt a finneknél 1922-ben vezették be M/23 jelöléssel. 8000 pisztolyt szállítottak le, de csak pár élte túl a háborút. Sok ezek közül 9mm-esre lett átalakítva, és korlátozott mennyiség maradt a raktárban 1980-ig, a nem harcoló személyek felfegyverzésére.
Számos maroklőfegyver készült ebben a kaliberben kereskedelmi eladásra olyan országokba, ahol korlátozott a katonai kaliberű lőfegyverek civil birtoklása. Például a Benelli B80, Browning Hi-Power, Astra A–80, és a Ruger P94.
Több géppisztoly is készült ebben a kaliberben, jelentősebbek a SIG Bergmann 1920 (a Bergmann MP-18/1 svájci változata), a svájci M/Neuhausen MKMS, az osztrák MP34 és a finn M-26.

## Egyéb elnevezései
- .30 Luger
- 7,65 mm Borchardt Auto. 1910
- 7,65 mm Borchardt-Luger M.1900
- 7,65 mm Luger
- 7,65×21 mm
- 7,65×21 mm Luger
- 7,65×22 mm
- 7,65 mm Parabellum
- 7,65 mm Para

## Fordítás
- Ez a szócikk részben vagy egészben  a(z)   7.65x21mm Parabellum című angol Wikipédia-szócikk fordításán alapul.  Az eredeti cikk szerkesztőit annak laptörténete sorolja fel. Ez a jelzés csupán a megfogalmazás eredetét és a szerzői jogokat jelzi, nem szolgál a cikkben szereplő információk forrásmegjelöléseként.